# 高德正
高德正（1933年7月—2021年7月2日），男，江苏江阴人，中华人民共和国政治人物，曾任镇江市人民政府市长，中共苏州市委书记，中共江苏省委常委，江苏省人民政府常务副省长。

## 家庭
女婿季建业。